# 木村朱美 (バトントワラー)
木村 朱美（きむら あけみ、1982年4月23日 - ）は日本の元バトントワリング選手。ミキハウスに所属し、社長室勤務。身長152cm、体重40kg。血液型A型。

## プロフィール
宮城県仙台市出身。姉が通っていたバトン教室に一緒に付いていってそれに影響されて7歳の時にバトンを始める。9歳の時に現在木村のコーチと出会い現在も師弟関係にある。
大会初出場となった1994年の第19回全日本バトントワリング選手権大会にソロトワール小学生高学年部門とソロストラット小学校以下部門にそれぞれ出場して1位に輝く。小中学校を経てPL学園高校に入学。卒業後立命館大学産業社会学部を経て現在のミキハウスに入社。入社後もバトンを続け、国内・世界大会に日本代表、もしくは個人で出場し、小中高そして大学時代と変わらない優れた身体能力と表現力を駆使し、殆ど3位以内に入賞。
2010年2月、27歳で現役を引退する。

## 主な戦績
- 1994年3月：第19回全日本バトントワリング選手権大会
  - ソロトワール 小学校高学年部門 第1位
  - ソロストラット 小学校以下部門 第1位
- 1994年8月：第15回世界バトントワリング選手権大会
  - ペアJr 第1位
  - 個人女子Jr 第4位
- 1995年3月：第20回全日本バトントワリング選手権大会
  - ソロトワール 小学校高学年部門 第1位
  - ソロストラット 小学校以下部門 第1位
- 1995年8月：第16回世界バトントワリング選手権大会
  - 個人女子Jr 第2位
- 1996年3月：第21回全日本バトントワリング選手権大会
  - ダンストワール 中学校部門 第1位
- 1996年8月：第17回世界バトントワリング選手権大会
  - 個人女子Jr 第1位
- 1997年3月：第22回全日本バトントワリング選手権大会
  - ダンストワール 中学校部門 第1位
- 1997年8月：第18回世界バトントワリング選手権大会
  - 個人女子Jr 第1位
- 1998年3月：第23回全日本バトントワリング選手権大会
  - ダンストワール 中学校部門 第1位
- 1999年1月：第26回マーチングバンド・バトントワリング全国大会
  - 団体高等学校部門 グランプリ
  - 文部大臣賞 受賞
- 1999年3月：第24回全日本バトントワリング選手権大会
  - ソロストラット 高等学校部門 第1位
  - ダンストワール 高等学校部門 第1位
- 1999年8月：第20回世界バトントワリング選手権大会
  - 団体 第1位
- 2000年3月：第25回全日本バトントワリング選手権大会
  - ソロストラット グランドチャンピオン
  - ダンストワール 高等学校部門 第1位
- 2000年8月：第21回世界バトントワリング選手権大会
  - 団体 第1位
- 2001年1月：第28回マーチングバンド・バトントワリング全国大会
  - 団体高等学校部門 グランプリ
  - 文部大臣賞
- 2001年3月：第26回全日本バトントワリング選手権大会
  - ソロストラット 高等学校部門 第1位
- 2001年8月：第22回世界バトントワリング選手権大会
  - 団体 第1位
- 2002年3月：第27回全日本バトントワリング選手権大会
  - ソロストラット グランドチャンピオン
  - 日本1位
- 2002年8月：第23回世界バトントワリング選手権大会
  - 個人女子Sr 第6位
- 2003年3月：第28回全日本バトントワリング選手権大会
  - ソロストラット グランドチャンピオン
  - 日本1位
- 2003年8月：第24回世界バトントワリング選手権大会
  - 個人女子Sr 第4位
- 2004年1月：第31回マーチングバンド・バトントワリング全国大会
  - 団体一般の部 グランプリ
  - 内閣総理大臣賞 受賞
- 2004年3月：第29回全日本バトントワリング選手権大会
  - ソロストラット グランドチャンピオン
  - 日本1位
- 2004年8月：第25回世界バトントワリング選手権大会
  - 個人女子Sr 第5位
- 2005年1月：第32回マーチングバンド・バトントワリング全国大会
  - 団体一般の部 グランプリ
  - 内閣総理大臣賞 受賞
- 2005年8月：第26回世界バトントワリング選手権大会
  - 個人女子Sr 第2位
  - コンパルソリー 第1位
- 2006年3月：第31回全日本バトントワリング選手権大会
  - ソロストラット グランドチャンピオン
  - 日本1位
- 2007年：全日本バトントワリング選手権大会
  - ソロストラット グランドチャンピオン
  - 日本1位
- 2007年：世界バトントワリング選手権大会
  - 3位

## 出演

### テレビ
- NNNニュースリアルタイム（2006年7月26日、日本テレビ）
- ジャンクSPORTS（2006年12月3日、フジテレビ）
- すぽると!（フジテレビ）-水曜日の『REAL VENUS』コーナーでは、常連。この他にも火曜日の『Featurering SPORT』でバトントワリングが紹介されたときにも出演している（2009年12月15日放送）。